# Bhutanthera himalayana
Bhutanthera himalayana är en orkidéart som beskrevs av Jany Renz. Bhutanthera himalayana ingår i släktet Bhutanthera och familjen orkidéer.
Artens utbredningsområde är Bhutan. Inga underarter finns listade i Catalogue of Life. Denna orkidé hittades vid olika ställen mellan 3950 och 4600 meter över havet. Den växer vid branta sluttningar där även gräs och arter av rododendronsläktet förekommer.
Beståndet hotas av betande djur. En population hotas av ett bygge. Alla populationer fördelar sig över en 11 060 km² stor yta. Några ställen är svår tillgängliga. IUCN listar arten som livskraftig (LC).